# Опорна функція
Опорна функція hA не порожньої замкненої опуклої множини A в {\displaystyle \mathbb {R} ^{n}}
описує відстані до опорних гіперплощин A від початку координат. Опорна функція є опукла функція в {\displaystyle \mathbb {R} ^{n}}. Будь-яка непорожня замкнена опукла множина A однозначно визначається hA. Більш того, опорна функція, як функція на множині A схожа з багатьма геометричними операціями, такими як масштабування, паралельне перенесення, обертання та сума Мінковського. Тим самим, опорна функція є важливою базовою концепцією в опуклій геометрії.

## Визначення
Опорна функція {\displaystyle h_{A}\colon \mathbb {R} ^{n}\to \mathbb {R} }
непорожньої замкненої множини A в {\displaystyle \mathbb {R} ^{n}} визначається так:
{\displaystyle h_{A}(x)=\sup\{x\cdot a:a\in A\},}
{\displaystyle x\in \mathbb {R} ^{n}}; див.

.
Це визначення можна зрозуміти так. Нехай x одиничний вектор, так як A опукла, то вона міститься у замкненому півпросторі
{\displaystyle \{y\in \mathbb {R} ^{n}:y\cdot x\leqslant h_{A}(x)\}}
і існує хоча б одна точка A на межі
{\displaystyle H(x)=\{y\in \mathbb {R} ^{n}:y\cdot x=h_{A}(x)\}}
цього півпростору. Гіперплощина H(x) тому і називається опорною гіперплощиною
з внутрішнім (або зовнішнім) одиничним нормальним вектором x. Слово зовнішній тут дуже важливе, тому, що для
вектора x множина H(x) в загальному випадку відрізняється від H(-x).
Тому hA є (знаковизначена) відстань H(x) від початку координат.

## Приклади
- Опорна функція синґлетону A={a} буде {\displaystyle h_{A}(x)=x\cdot a}.
- Опорна функція евклідової одиничної кулі B1 є {\displaystyle h_{B_{1}}(x)=|x|}.
- Якщо A відрізок з кінцями -a та a тоді {\displaystyle h_{A}(x)=|x\cdot a|}.

## Властивості

### Як функції від напрямкуx
Опорна функція компактної опуклої множини буде дійснозначна та неперервна, але необмежена, може навіть приймати значення {\displaystyle \infty }. Так як, будь-яка непорожня замкнена опукла множина
є перетином опорних півпросторів, то функція hA єдиним чином визначає A.
Це може бути використане для аналітичного опису деяких геометричних властивостей опуклих множин.
Наприклад, множина A буде центрально симетричною відносно початку координат тоді, і тільки тоді, коли hA
буде парною функцією.
У загальному випадку, опорна функція не диференційована. Однак, похідні за напрямками існують і оцінюються за допомогою опорних функцій опорних
множин. Якщо A компактна та опукла множина, і hA'(u;x) позначає похідні
hA в u ≠ 0 за напрямком x,
то відомо, що
{\displaystyle h_{A}'(u;x)=h_{A\cap H(u)}(x),\qquad x\in \mathbb {R} ^{n}.}
Тут H(u) — опорна гіперплощина до A з зовнішнім вектором нормалі u, визначеним вище. Якщо A ∩ H(u)
синґлетон {y}, то випливає, що опорна функція диференційована в
u та її градієнт збігається з y. З другого боку, якщо hA диференційована в u, тоді A ∩ H(u) є синґлетоном. Отже, hA
диференційована в усіх точках u ≠ 0
тоді, і тільки тоді, коли A буде строго опуклою (межа A не містить жодних відрізків).
З визначення опорної функції витікає, що вона додатно однорідна:
{\displaystyle h_{A}(\alpha x)=\alpha h_{A}(x),\qquad \alpha \geqslant 0,x\in \mathbb {R} ^{n},}
і субадитивна:
{\displaystyle h_{A}(x+y)\leqslant h_{A}(x)+h_{A}(y),\qquad x,y\in \mathbb {R} ^{n}.}
Звідки отримуємо, що hA є опукла функція.
В опуклій геометрії дуже важливо, що наступні властивості визначають опуклу функцію: Будь яка додатно визначена однорідна опукла дійснозначна функція в {\displaystyle \mathbb {R} ^{n}} буде
опорною функцією непорожньої компактної множини. Деякі доведення спираються на те, що перетворення Лежандра додатно визначеної однорідної опуклої дійснозначної функції
буде (опуклою) індикаторною функцією опуклого компакту.
Багато авторів обмежують опуклу функцію на евклідову одиничну сферу та розглядають її як функцію на Sn-1.
З однорідності витікає, що це обмеження визначає ту ж саму опорну функцію на {\displaystyle \mathbb {R} ^{n}}, як і у визначені наведеному вище.

### Як функції від множиниA
Опорна функція трансформованої або перенесеної множини залежить від початкової множини A:
{\displaystyle h_{\alpha A}(x)=\alpha h_{A}(x),\qquad \alpha \geqslant 0,x\in \mathbb {R} ^{n}}
та
{\displaystyle h_{A+b}(x)=h_{A}(x)+x\cdot b,\qquad x,b\in \mathbb {R} ^{n}.}
Остання властивість узагальнюється:
{\displaystyle h_{A+B}(x)=h_{A}(x)+h_{B}(x),\qquad x\in \mathbb {R} ^{n},}
де A + B позначає суму Мінковського:
{\displaystyle A+B:=\{\,a+b\in \mathbb {R} ^{n}\mid a\in A,\ b\in B\,\}.}
Відстань Гаусдорфа d H(A, B)
двох непорожніх опуклих компактів A і B може бути записана в термінах опорної функції
{\displaystyle d_{\mathrm {H} }(A,B)=\|h_{A}-h_{B}\|_{\infty }}
де, у правій частині рівності, використовується супремум-норма на одиничній сфері.
Властивості опорної функції як функції множини A можна підсумувати у виразі {\displaystyle \tau }:A {\displaystyle \mapsto } h A
відображає сімейство непорожніх компактів на конус всіх дійснозначних функції на сфері, чиї додатно однорідні розширення опуклі.
Не строго кажучи, {\displaystyle \tau } інколи називають лінійним, по відношенню до суми Мінковського, хоча воно визначена не на лінійному просторі, а скоріше на опуклому конусі непорожніх компактів. Відображення {\displaystyle \tau } є ізометрією між цим конусом, наділеним метрикою Гаусдорфа, та підконусом
сімейства неперервних функцій на Sn-1 з супремум-нормою.

## Узагальнення
Опорна функція може визначатись на поверхнях відмінних від сфери Sn-1,
за умови, що існує єдина одинична нормаль у кожній граничній точці. Опуклість не обов'язкова.
Для орієнтованої регулярної поверхні M, з одиничним нормальним вектором N,
визначеним усуди на поверхні, опорна функція визначається:
{\displaystyle {x}\mapsto {x}\cdot N({x})}.
Іншими словами, для будь-якого {\displaystyle {x}\in M}, опорна функція дорівнює відстані зі знаком до дотичної гіперплощини до M в точці x.